# Sclerodactylon macrostachyum
Sclerodactylon macrostachyum là một loài thực vật có hoa trong họ Hòa thảo. Loài này được (Benth.) A.Camus miêu tả khoa học đầu tiên năm 1932.